# Joseph-Marie Dessaix

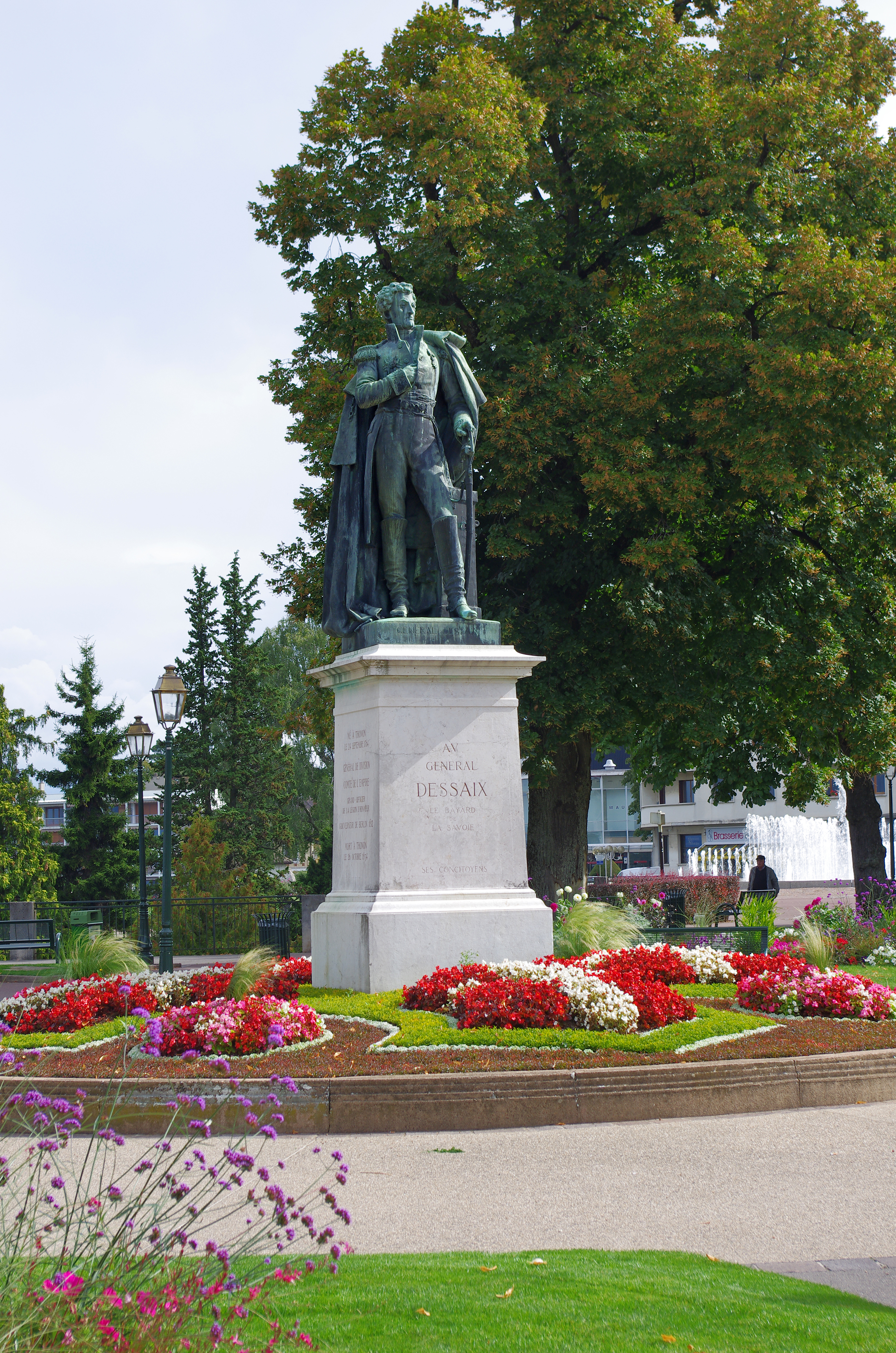
Statue von Joseph-Marie Dessaix in Thonon-les-Bains

Joseph-Marie Dessaix (* 24. September 1764 in Thonon-les-Bains; † 26. Oktober 1834 in Marclaz) war ein französischer Général de division der Infanterie.

## Leben
Dessaix war der älteste Sohn des Mediziners Charles-Eugène Dessaix und dessen Ehefrau Marie-Philippine Favrat. Nach seiner Schulzeit in seiner Heimatstadt studierte er an der Universität Turin. Nach seiner Approbation kehrte er nach Frankreich zurück. Begeistert von den Idealen der Revolution meldete er sich freiwillig am 12. Juli 1789 zur Garde nationale.
Dessaix konnte sich durch Tapferkeit auszeichnen und wurde auch sehr schnell befördert. Als Chef de bataillon kam er 1793 in den Stab von General François-Amédée Doppet.
Kurze Zeit später nahm er unter General Jean-François Carteaux an der Belagerung von Toulon (September/Dezember 1793) teil.
Dessaix kämpfte bei Ulm (8./20. Oktober 1805) und nach weiterer Beförderung wurde er zu Marschall Eugène de Beauharnais abgeordnet. Er nahm an der   Schlacht am Tagliamento (10. April 1809) teil und wurde dort verwundet; rechtzeitig zur Schlacht an der Piave (8. Mai 1809) stand er wieder an der Front. Später kämpfte er auch bei Wagram (5./6. Juli 1809).
Dessaix nahm 1812 am Russlandfeldzug teil und kämpfte bei Schlacht um Smolensk (17./18. August 1812), Borodino (7. September 1812) und an der Beresina (26./28. November 1812).
Nach der Schlacht bei Waterloo (18. Juni 1815) und Napoleons Abdankung quittierte Dessaix seinen Dienst und ließ sich in der Schweiz nieder; später dann im Piemont. Mitte Mai 1816 wurde er verhaftet und im Fort Fenestrelle inhaftiert. Per Dekret von König Ludwig XVIII. wurde im September desselben Jahres die Anklage zurückgezogen und er entlassen.
Während der Julirevolution von 1830 führte Dessaix die Garde nationale von Lyon.

## Ehrungen
- 9. Dezember 1803 Chevalier der Ehrenlegion
- 8. Juni 1804 Commandeur der Ehrenlegion
- 9. Juli 1809 Comte de l’Émpire
- 30. Juni 1811 Grand Officier der Ehrenlegion
- 27. Juni 1814 Ordre royal et militaire de Saint-Louis
- Sein Name findet sich am nördlichen Pfeiler (1. Spalte) des Triumphbogens am Place Charles-de-Gaulle (Paris).
- Im Parc du Belvedere (Thonon-les-Bains) wurde ihm ein Denkmal – eine Bronzestatue auf einem Marmorsockel – errichtet.
- Der Boulevard du Général Dessaix (Thonon-les-Bains), die Rue du Général Dessaix (Saint-Julien-en-Genevois) und der Quai Dessaix (Strassburg) wurden ihm zu Ehren benannt.